# Derways Cowboy
Derways Cowboy — автомобиль компании Derways, он же (Darways 3131) изготавливался на заводе в городе Черкесск Карачаево-Черкесии. Первый прототип данного автомобиля был собран в 2003 м году и выставлен на «Российском международном автосалоне» в Москве. Автомобиль был построен с использованием узлов и агрегатов румынского автомобиля ARO 244 (трансмиссия, рулевое управление, тормоза, подвеска), а кузов был сделан на основе трубчатого пространственного каркаса с использованием плоских металлических панелей. а позже использовались китайские шасси. Cowboy прошёл все испытания на полигоне НАМИ и получил сертификат. В 2004 м году — открытие завода и начало серийного производства автомобилей. К концу года автозавод подходит к проектному уровню производства — 5 тыс. автомобилей в год. В 2006 м году — завод приостанавливает производство Cowboy по причине банкротства ARO и начинает локализацию китайских автомобилей.
Внешний вид Cowboy разработан дизайнером Олегом Шапкиным из Тольятти. Основная комплектация Cowboy включает: рулевую колонку с возможностью регулировки её по высоте, электрические подъемники стекол всех дверей, электрорегулировку зеркал наружного вида, двери с противоударными балками, съемный люк в крыше автомобиля, передние противотуманные фары. При сложении задних сидений объём багажника увеличивается с 600 литров до 1600 литров. По интерьеру имеет руль, приборную панель и торпеду от ВАЗ 2110 а сидения от УАЗа.
На Cowboy устанавливалось 4 вида двигателей. Трансмиссия — подключаемый полный привод с возможностью принудительной блокировки межколесного дифференциала и понижающей передачей. Установка кондиционера в автомобиле заводом не предполагалась. Гидроусилитель. Передняя подвеска — независимая, пружинно-рычажная, задняя подвеска — зависимая, рессорная. Передние тормоза — дисковые, вентилируемые, задние тормоза — барабанные. Размер шин — 265/70 R16.